# Tahar Belkhodja
Pour les autres membres de la famille, voir Famille Belkhodja.
Tahar Belkhodja (arabe : الطاهر بلخوجة), né le 9 juin 1931 à Mahdia, est un homme politique tunisien.

## Biographie
Il fait ses études secondaires au collège Sadiki et obtient son baccalauréat en 1950. Diplômé de l'École coloniale d'agriculture de Tunis en 1956, il est élu secrétaire général de l'Union générale des étudiants de Tunisie pour deux mandats, d'août 1957 à août 1959.
Il occupe par la suite plusieurs fonctions politiques et diplomatiques telles que directeur de cabinet du ministre des Affaires étrangères en 1959, ministre plénipotentiaire et chargé d'affaires à l'ambassade de Tunisie en France en 1960-1961, ambassadeur de Tunisie à Dakar (accrédité au Sénégal, au Mali, en Guinée, en Mauritanie et en Côte d'Ivoire) en 1961-1968, ambassadeur en Espagne en 1970, ambassadeur auprès des Nations unies à Genève et du Vatican à Rome en 1971-1973 et ambassadeur en Allemagne de l'Ouest en 1980.
Directeur général de la sûreté nationale et membre du bureau politique du Parti socialiste destourien, il dirige plusieurs ministères sous le régime du président Habib Bourguiba : Agriculture (17 juin 1969-6 novembre 1970), Jeunesse et Sports (6 novembre 1970-29 octobre 1971), Intérieur (17 mars 1973-23 décembre 1977) et Information (3 décembre 1980-18 juin 1983).
Il est l'auteur d'un ouvrage, Les trois décennies Bourguiba : témoignage, publié chez Publisud en 1998.